# Loreto (Paragwaj)
Loreto – dystrykt (distrito) w środkowym Paragwaju, w departamencie Concepción o powierzchni 996 km². Stanowi jeden z 6 dystryktów departamentu. W 2002 roku zamieszkany był przez 15 731 osób. Miejscowość Loreto jest jedynym ośrodkiem miejskim na obszarze dystryktu.

## Położenie
Graniczy z dwoma dystryktami:
- Concepción na północy, zachodzie i południu,
- Horqueta na wschodzie.

## Demografia
Tabela przedstawia zmiany liczby ludności od 1950 roku.
| Rok       | 1950 | 1962   | 1972   | 1982   | 1992   | 2002   |
| Populacja | 8408 | 14 251 | 12 715 | 14 172 | 16 877 | 15 731 |